# جوردن بانكس
جوردن بانكس هو شخصية أعمال كندي، ولد في 17 مايو 1968 في أوتاوا في كندا.